# Piper corcovadensis

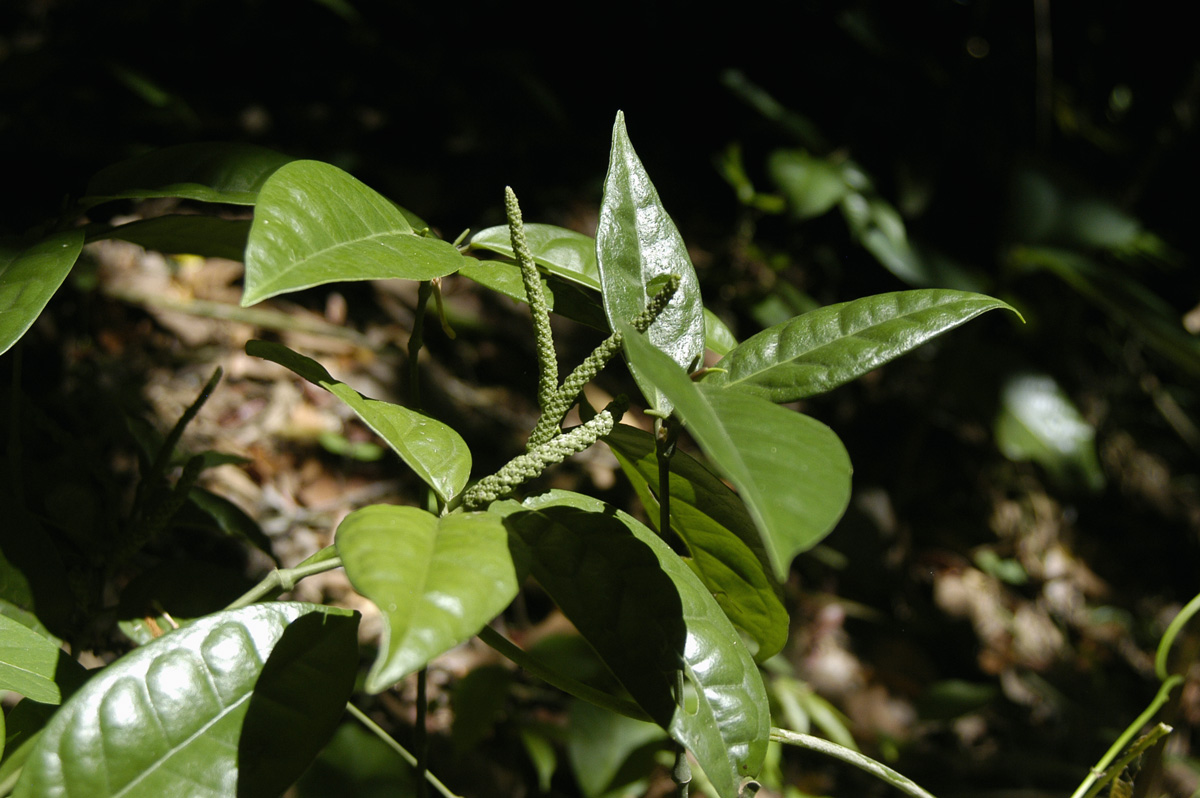
Joao-brandim. Piperaceae do gênero Piper encontrada em Lauro de Freitas (BA)

Piper corcovadensis (Miq.) [antes identificada como Ottonia corcovadensis (Miq.)  É popularmente conhecida no Brasil como João Brandinho ou João Brandim pertence à família Piperaceae, e  utilizada na medicina popular primariamente como analgésico e anestésico. 
Outras espécies da familia Piperaceae, do gênero Piper, também atendem pelo nome popular João Brandinho , dentre elas: Piper miquelianum C.DC., Piper ottonoides Yuncker; Piper piscatorum Trel. & Yuncker, Piper translucens Yunck., Piper dilatatum Rich. . 
O Piper corcovadensis (Miq.) tem como sinônimo: basionym Ottonia corcovadensis Miq. heterotipico Ottonia colliculorum Trel. heterotipico Ottonia latilimba (C.DC.) Trel.heterotipico Ottonia subglauca (C.DC.) Trel.heterotipico Piper machadoense C.DC. heterotipico Piper selloi var. latilimbum C.DC. heterotipico Piper subglaucum C.DC. Ao que consta a primeira publicação descrevendo o Piper corcovadense está no Prodromus systematis naturalis regni vegetabilis 16(1): 255 de Alphonse Pyrame de Candolle, (1869).  